# Maniola kirghisa
Maniola kirghisa är en fjärilsart som beskrevs av Alphéraky 1881. Maniola kirghisa ingår i släktet Maniola och familjen praktfjärilar. Inga underarter finns listade i Catalogue of Life.